# Ralph Hasenhüttl
Ralph Hasenhüttl (nacido el 9 de agosto de 1967 en Graz, Austria) es un exjugador y entrenador de fútbol austriaco. Actualmente está sin club.

## Biografía

### Como futbolista
En su etapa como futbolista, Hasenhüttl era delantero. Debutó profesionalmente en 1985 con el Grazer AK, y tras varios años jugando con éxito en el FK Austria Viena y el SV Austria Salzburg, pasó dos años en el fútbol belga con el KV Mechelen y el Lierse SK. Finalmente, concluyó su carrera en Alemania, con el 1. FC Köln, el SpVgg Greuther Fürth, y por último, el Bayern de Múnich II.
Hasenhüttl fue internacional absoluto con Austria en 8 partidos, marcando tres goles.

### Como entrenador
SpVgg Unterhaching
Tras su retirada del fútbol, inició su carrera como técnico en las categorías inferiores del SpVgg Unterhaching entre 2004 y 2005. En marzo de 2007, accedió al banquillo del primer equipo, al que dirigió hasta su cese en febrero de 2010.
VfR Aalen
En enero de 2011, firmó por el VfR Aalen, con el que logró el ascenso a la 2. Bundesliga al año siguiente. Tras dos temporadas y media de buenos resultados, dimitió en junio de 2013 por sus discrepancias con el director deportivo del club.
FC Ingolstadt 04
En octubre de 2013, sustituyó a Marco Kurz al frente del modesto FC Ingolstadt 04, logrando una cómoda permanencia en su primera temporada. En la temporada 2014-15, logró el ascenso a la 1. Bundesliga por primera vez en la historia de la entidad, y mantuvo al equipo en la máxima categoría al obtener el 11.º puesto en la 1. Bundesliga 2015-16. No obstante, optó por no renovar su contrato con la entidad.
RB Leipzig
En mayo de 2016, se convirtió en el nuevo entrenador del recién ascendido RB Leipzig, reemplazando a Ralf Rangnick. Sorprendentemente, se mantuvo invicto en sus 7 primeros partidos en la élite, cosa que no lograba ningún debutante en las 5 grandes ligas europeas desde que lo hiciera el Millwall Football Club en 1988. La buena racha aumentó hasta los 11 partidos y permitió al equipo situarse líder en solitario de la Bundesliga. Posteriormente, el Bayern de Múnich le superó; pero con su estilo de juego de presión de varios niveles y un ataque muy rápido, el Leipzig mantuvo una posición alta en la tabla a lo largo de la temporada. El 15 de abril de 2017, confirmó su clasificación para la próxima Liga de Campeones, terminando finalmente como subcampeón de la Bundesliga. En mayo de 2018, tras llevar al equipo a los cuartos de final de la Liga Europa y a la 6.ª posición en la Bundesliga, rescindió su contrato con el club.
Southampton
En diciembre de 2018, firmó un contrato de 2 años y medio de duración para dirigir al Southampton.
Debutó con derrota de visita ante el Cardiff City por 1-0 y posteriormente el equipo consiguió dos victorias consecutivas contra el Arsenal (3-2) de local y contra el Huddersfield Town 3-1 de visita. Finalmente, obtuvo la permanencia para el conjunto inglés, pues finalizó como 16.º clasificado en la Premier League.
El 2 de junio de 2020, renovó su contrato con el club hasta 2024, antes de obtener una solvente 11.ª posición en la Premier League. El 2 de febrero de 2021, el Southampton sufrió la peor derrota en la historia al caer 9-0 contra el Manchester United, igualando el 0-9 encajado ante el Leicester City en la jornada 10 de la temporada 2019-20.
El 7 de noviembre de 2022, fue destituido tras perder 1-4 contra el Newcastle, dejando a los "Saints" como 18.º clasificado, con 12 puntos en 15 jornadas de la Premier League.
VfL Wolfsburgo
El 17 de marzo de 2024, fue oficializado como entrenador del VfL Wolfsburgo. En mayo de 2025, fue relevado de sus funciones después de una serie de malos resultados en la Bundesliga.

## Clubes

### Como jugador
| Club                 | País     | Temporada | Partidos | Goles |
| -------------------- | -------- | --------- | -------- | ----- |
| Grazer AK            | Austria  | 1985-1989 | 65       | 20    |
| FK Austria Viena     | Austria  | 1989-1994 | 146      | 45    |
| SV Austria Salzburg  | Austria  | 1994-1996 | 53       | 13    |
| KV Mechelen          | Bélgica  | 1996-1997 | 27       | 8     |
| Lierse SK            | Bélgica  | 1997-1998 | 22       | 4     |
| 1. FC Köln           | Alemania | 1998-2000 | 41       | 3     |
| SpVgg Greuther Fürth | Alemania | 2000-2002 | 51       | 13    |
| Bayern de Múnich II  | Alemania | 2002-2004 | 57       | 14    |

### Como entrenador
| Club               | País       | Año       | P   | PG  | PE  | PP  | Rendimiento |
| ------------------ | ---------- | --------- | --- | --- | --- | --- | ----------- |
| SpVgg Unterhaching | Alemania   | 2007-2010 | 88  | 40  | 20  | 28  | 53.03%      |
| VfR Aalen          | Alemania   | 2011-2013 | 93  | 36  | 28  | 29  | 48.75%      |
| FC Ingolstadt 04   | Alemania   | 2013-2016 | 95  | 36  | 34  | 25  | 49.82%      |
| RB Leipzig         | Alemania   | 2016-2018 | 83  | 40  | 19  | 24  | 55.82%      |
| Southampton        | Inglaterra | 2018-2022 | 173 | 59  | 41  | 73  | 42%         |
| VfL Wolfsburgo     | Alemania   | 2024-2025 | 44  | 17  | 9   | 18  | 45.31%      |
| Total              | Total      | Total     | 576 | 228 | 151 | 197 | 48.32%      |